# I Belong to You (Caro Emerald)
I Belong to You è il quinto singolo estratto da The Shocking Miss Emerald, di Caro Emerald. 

## Promozione
Durante settembre 2013 la cantante rivela su Facebook che è al lavoro per una versione Deluxe del suo secondo albume che a breve pubblicherà un nuovo singolo. Il 27 ottobre carica una foto (sempre su Facebook) di una casa inglese situata a Glasgow, nel Regno Unito, e rivela che questa foto è stata scattata nel backstage del video di I Belong to You. Il 25 ottobre 2013 Caro Emerald annuncia che I Belong to You è disponibile per il download digitale sull'ITunes Store e che il singolo si presenta in una versione rimasterizzata, quindi differente da quella dell'album di provenienza. Il 28 ottobre, nel tardo pomeriggio, viene pubblicato il video ufficiale del singolo.

## Video musicale
Il 28 ottobre 2013 viene pubblicato il video ufficiale del singolo. Questo video è stato girato durante il tour della cantante nel Regno Unito per la promozione del suo secondo album in studio The Shocking Miss Emerald. Il video è ambientato in una vecchia casa in stile inglese e successivamente in una sala da concerti. Il video sponsorizza Range Rover.

## Tracce
1. I Belong to You (Radio Edit)
2. I Belong to You (Instrumental Version)

## Classifiche
| Classifica (2013)           | Posizione |
| --------------------------- | --------- |
| Belgium (Ultratip Flanders) | 82        |
| Paesi Bassi (Dutch Charts)  | 99        |
| Paesi Bassi (Top 40)        | 48        |